# Qazaqstan Top Division 1999
La Qazaqstan Top Division 1999 è stata l'8ª edizione della massima divisione del calcio kazako.

## Stagione

### Novità
Al termine della stagione 1998, sono retrocesse in Birinşi Lïga Nasha Kompanııa, Bolat e Naryn. Dalla Birinşi Lïga sono salite Esil Petropavl, Jetisý, Tomırıs e Qairat. Il numero di partecipanti è aumentato da quattordici a sedici.
Il Tobyl, è stato ammesso alla Qazaqstan Top Division, a distanza di due anni dall'esclusione. 
Prima dell'inizio della stagione i seguenti club hanno cambiato denominazione:
- L'Astana 1964 è stato rinominato Jeñis
- L'Esil Petropavl è stato rinominato in Aksess-Esil
- Il Xïmïk Stepnogorsk è stato rinominato Aqmola
- Il Tomırıs è stato rinominato Sïntez

## Classifica
|                       | Pos. | Squadra           | Pt | G  | V  | N | P  | GF | GS | DR  |
| --------------------- | ---- | ----------------- | -- | -- | -- | - | -- | -- | -- | --- |
| Kazakistan (bandiera) | 1.   | Ertis             | 76 | 30 | 24 | 4 | 2  | 69 | 19 | +50 |
|                       | 2.   | Aksess-Esil       | 72 | 30 | 23 | 3 | 4  | 56 | 19 | +37 |
|                       | 3.   | Qairat            | 64 | 30 | 21 | 1 | 8  | 62 | 19 | +43 |
|                       | 4.   | Jeñis             | 59 | 30 | 18 | 5 | 7  | 60 | 25 | +35 |
|                       | 5.   | Qaısar-Hurricane  | 58 | 30 | 17 | 7 | 6  | 47 | 19 | +28 |
|                       | 6.   | Sïntez            | 56 | 30 | 17 | 5 | 8  | 48 | 31 | +17 |
|                       | 7.   | Vostok Óskemen    | 46 | 30 | 14 | 4 | 12 | 32 | 33 | -1  |
|                       | 8.   | Tobyl             | 41 | 30 | 12 | 5 | 13 | 28 | 29 | -1  |
|                       | 9.   | Elimaı            | 40 | 30 | 12 | 4 | 14 | 35 | 36 | -1  |
|                       | 10.  | Shahter Qaraǵandy | 37 | 30 | 11 | 4 | 15 | 28 | 35 | -7  |
|                       | 11.  | Batır             | 34 | 30 | 11 | 1 | 18 | 36 | 54 | -18 |
|                       | 12.  | CSKA Almaty       | 31 | 30 | 9  | 4 | 17 | 35 | 52 | -17 |
|                       | 13.  | Jiger             | 28 | 30 | 8  | 4 | 18 | 33 | 60 | -27 |
|                       | 14.  | Taraz             | 23 | 30 | 6  | 5 | 19 | 25 | 64 | -39 |
|                       | 15.  | Jetisý            | 13 | 30 | 3  | 4 | 23 | 18 | 68 | -50 |
|                       | 16.  | Aqmola            | 10 | 30 | 2  | 4 | 24 | 19 | 68 | -49 |

Legenda:
      Campione del Kazakistan e ammessa al Campionato d'Asia per club 2000-2001
      Ammessa alla Coppa delle Coppe dell'AFC 2000-2001
      Retrocesse in Birinşi Lïga 2000
Note:
Tre punti a vittoria, uno a pareggio, zero a sconfitta.